# Tritymba xanthocoma
Tritymba xanthocoma är en fjärilsart som beskrevs av Oswald Beltram Lower 1894. Tritymba xanthocoma ingår i släktet Tritymba och familjen Plutellidae. Inga underarter finns listade i Catalogue of Life.